# Slawophile
Der Ausdruck Slawophile, sinngemäß „Slawentumbegeisterte“, bezeichnet eine politisch-publizistische Bewegung, die seit den 1820ern den tschechischen und russischen Vorläufer bzw. frühen Vertreter des Panslawismus bildete, welcher seinerseits der Position der Westler entgegengesetzt war. Die Phase dauerte in Prag bis zum Slawenkongress von 1848 bzw. maximal bis zum Auftreten der ersten Jungtschechen 1860, in Russland bis zum Tod ihrer Hauptvertreter 1860.

## Geschichte
Der Begriff wurde in Deutschland geprägt, wo Johann Gottfried Herder und Friedrich Schelling sich für ein heldenhaftes Slawenideal begeisterten und wo auch viele Slawophile studiert hatten.
Die Diskussion zwischen Westlern und Slawophilen entfachte 1836 Pjotr Tschaadajew mit seinem „Ersten Philosophischen Brief“, in dem er negative Seiten Russlands anprangerte und das Land als rückschrittlich bezeichnete.
Als Vordenker einer anfangs rein literarischen und historischen Rückbesinnung der Slawen galten unter den Tschechen Josef Dobrovský, František Palacký und der tschechophile Slowake Jan Kollár. Bei den Russen dominierten der Theologe Alexei Chomjakow sowie vor allem die Brüder Iwan und Konstantin Aksakow (Söhne des Sergei Aksakow) und die Gebrüder Petr und Iwan Kirejewski.
Die Tschechen brachten nach 1848 zunächst den Austroslawismus hervor, die Russen nach 1860 neben dem Panslawismus aber auch den Panrussismus.

## Einordnung
Im Gegensatz zu den Westlern, die eine Europäisierung Russlands anstrebten, besannen sich die russischen Slawophilen auf das „ursprünglich Russische“ (z. B. Igorlied). Sie entdeckten dank Haxthausen („Studien über die inneren Zustände … Russlands“, 1847) die russische Dorfgemeinde Mir als erweiterte Familie.
In ihrer Ausrichtung bedienten sich die Slawophilen aufklärerischer Ideen, sie forderten die Abschaffung der Leibeigenschaft und die Aufklärung des Volkes.

## Liste weiterer russischer Slawophiler
Die hierunter genannten Personen waren bekannte und mehr oder weniger bekennende Slawophile. Ungenauerweise werden auch Vertreter des späteren Panslawismus und Panrussismus so bezeichnet.
- Wladimir Dal
- Nikolai Danilewski
- Fjodor Dostojewski (Potschwennitschestwo)
- Nikolai Gogol
- Wladimir Lamanski
- Iwan Iljin
- Alexander Solschenizyn
- Fjodor Tjuttschew